# Дерёдр, Рене
Рене́ Дерё́др (фр. René Dereuddre; 22 июня 1930, Бюлли-ле-Мин — 16 апреля 2008, Ле-Ман) — французский футболист и футбольный тренер, играл на позиции полузащитника. Участник чемпионата мира 1954 года.

## Биография

### Клубная карьера
Дерёдр начал футбольную карьеру в «Рубе-Туркуэн», в котором отыграл три сезона, став одним из ключевых игроков команды. В 1953 году Дерёдр перешёл в «Тулузу», в которой отыграл четыре сезона. В составе этой команды он стал в 1955 году вице-чемпионом страны, а в 1957 году выиграл Кубок Франции; в финале том матче Дерёдр оформил дубль, а «Тулуза» выиграла матч у «Анже» со счётом 6:3.
По окончании сезона перешёл в «Ланс», где отыграл один сезон, по окончании которого перешёл в «Анже». После одного сезона в «Анже» Дерёдр перешёл в «Нант», где играл два сезона. Следующим его клубом в карьере стал «Гренобль», в котором он играл три сезона, в том числе сезон 1962/63 года в высшем дивизионе. Последним клубом в карьере для него стал «Ле-Ман», в котором он завершил карьеру в возрасте 37 лет.

### Карьера в сборной
В составе сборной Франции был участником чемпионата мира 1954 года, где сыграл два матча на групповом этапе. Всего за сборную Франции сыграл 6 матчей и забил 1 гол.

### Тренерская карьера
С 1964 по 1976 год работал главным тренером «Ле-Мана», в том числе, как и играющий тренер.

### Смерть
Скончался 16 апреля 2008 года в Ле-Мане в возрасте 77 лет.

## Достижения
«Тулуза»
- Обладатель Кубка Франции (1): 1956/57